# 80 millions de voyeurs
80 millions de voyeurs (Eighty Million Eyes dans l'édition originale américaine) est un roman policier américain d'Ed McBain, nom de plume de Salvatore Lombino, publié en 1966. C’est le vingt et unième roman de la série policière du 87e District.

## Résumé
L'acteur Stan Gifford est un amuseur public, star de la télévision. Des millions d'Américains rient de ses blagues et de ses tours pendables. Et ces mêmes 40 millions de paires d'yeux le voient mourir en direct devant la caméra. Cela ressemble  à une farce d'un numéro particulièrement réussi de Gifford, mais cette fois, il en a fait les frais. Maintenant c'est à Meyer et Carella, détectives du 87e District, de démasquer le ou les individus qui voulaient la mort du comédien. 
Sur les entrefaites, les policiers doivent s'occuper d'un inconnu qui a tout d'un obsédé : il fait une cour si insistante à une jeune fille que cette dernière se sent menacée au risque de craindre pour sa vie. Or, ce qui semble au départ un banal fait divers laisse apparaître, par quelques ténus indices, des liens avec la première affaire.

## Éditions
Édition originale en anglais
- (en) Ed McBain, Eighty Million Eyes, New York, Doubleday, 1966

Éditions françaises
- (fr) Ed McBain (auteur) et André Bénat (traducteur), 80 millions de voyeurs [« Eighty Million Eyes »], Paris, Gallimard, coll. « Série noire no 1108 », 1967, 255 p. (BNF 33046861)
- (fr) Ed McBain (auteur) et André Bénat (traducteur) (trad. de l'anglais), 80 millions de voyeurs [« Eighty Million Eyes »], Paris, Gallimard, coll. « Carré noir no 433 », 1982, 218 p. (ISBN 2-07-043433-8)
- (fr) Ed McBain (auteur) et André Bénat (traducteur) (trad. de l'anglais), 80 millions de voyeurs [« Eighty Million Eyes »], Paris, Gallimard, coll. « Série noire no 1108 », 1996, 222 p. (ISBN 2-07-049459-4, BNF 35836083)
  - Traduction révisée et augmentée.
- (fr) Ed McBain (auteur) et André Bénat (traducteur) (trad. de l'anglais), 80 millions de voyeurs [« Eighty Million Eyes »], Dans 87e District, volume 3, Paris, Éditions Omnibus, 1999, 1014 p. (ISBN 2-258-05246-7, BNF 37179951)
  - Ce volume omnibus contient les romans On suicide, Les Heures creuses, Dix plus un, La Hache, Entre deux chaises, Cause toujours, ma poupée ! et 80 millions de voyeurs.

## Sources
- Jean Tulard, Dictionnaire du roman policier : 1841-2005. Auteurs, personnages, œuvres, thèmes, collections, éditeurs, Paris, Fayard, 2005, 768 p. (ISBN 978-2-915793-51-2, OCLC 62533410), p. 599 (Notice 87e District).